# Tony Granato
Anthony Lewis „Tony“ Granato (* 25. Juli 1964 in Downers Grove, Illinois) ist ein ehemaliger US-amerikanischer Eishockeyspieler und derzeitiger -trainer, der im Verlauf seiner aktiven Karriere zwischen 1983 und 2001 unter anderem 853 Spiele für die New York Rangers, Los Angeles Kings und San Jose Sharks in der National Hockey League auf der Position des linken Flügelstürmers bestritten hat. Anschließend war Granato lange Zeit im Trainerstab der Colorado Avalanche tätig, davon in drei Spielzeiten als Cheftrainer, und ist in dieser Funktion seit der Saison 2016/17 für die University of Wisconsin–Madison aktiv. Darüber hinaus betreute er die US-amerikanische Nationalmannschaft bei den Olympischen Winterspielen 2018. 

## Karriere
Nachdem Granato an der High School bei den Northwood Huskies gespielt hatte, wechselte er 1983 für vier Jahre an die University of Wisconsin–Madison. Während dieser Zeit nahm er mit der US-amerikanischen U20-Auswahl zweimal an der Junioren-Weltmeisterschaft teil. Die New York Rangers aus der National Hockey League hatten sich bereits beim NHL Entry Draft 1982 in der sechsten Runde an 120. Position die Rechte an ihm gesichert. Von 1985 bis 1987 nahm er an drei Eishockey-Weltmeisterschaften teil. Nach seiner Zeit an der Universität wechselte er im Sommer 1987 zum US-amerikanischen Eishockeyverband USA Hockey, um sich dort auf die Olympischen Winterspiele 1988 im kanadischen Calgary vorzubereiten. Nach den Olympischen Spielen beendete er die Saison in der International Hockey League im Farmteam der Rangers, bei den Colorado Rangers.
Ab der Saison 1988/89 spielte er in der National Hockey League. Eine gute Rookiesaison brachte ihm einen Platz im NHL All-Rookie Team ein. Die Rangers verpflichteten im Januar 1990 Bernie Nicholls. Im Gegenzug wechselte Granato gemeinsam mit Tomas Sandström zu den Los Angeles Kings. In fünf Jahren in Los Angeles erzielte er dreimal mehr als 30 Tore und half in der Saison 1992/93 mit, die Kings zum ersten Mal in deren Geschichte in die Finalserie um den Stanley Cup zu führen. Zur Saison 1996/97 wechselte Granato zu den San Jose Sharks, obwohl er in der Vorsaison eine ernsthafte Kopfverletzung erlitten hatte. Dort entwickelte er sich zum Führungsspieler und erhielt neben der Einladung zum NHL All-Star Game 1997 auch die Bill Masterton Memorial Trophy am Ende der Saison. In San Jose beendete er 2001 seine aktive Karriere.
Im Sommer 2002 wurde er Assistenztrainer bei der Colorado Avalanche, übernahm aber kurz darauf den Job des Cheftrainers. Zur Saison 2005/06 trat er wieder in die zweite Reihe zurück und wurde Assistenztrainer von Joel Quenneville. In der Saison 2008/09 war Granato ein zweites Mal Cheftrainer der Colorado Avalanche, wurde dort aber nach der bislang schlechtesten Saisonbilanz des Teams am 3. Juni 2009 entlassen. Ab dem 5. August 2009 war er Assistenztrainer bei den Pittsburgh Penguins, wo er insgesamt fünf Jahre aktiv war, bis sein Vertrag im Sommer 2014 nicht verlängert wurde. In der Folge nahmen ihn die Detroit Red Wings im Juli 2014 als Assistenztrainer unter Vertrag, eine Position, die er zwei Spielzeiten lang innehatte. Zur Saison 2016/17 kehrte er an seine Alma Mater zurück, die University of Wisconsin–Madison, und übernahm dort die Funktion des Cheftrainers der Wisconsin Badgers. Bei den Olympischen Winterspielen 2018 fungierte Granato zudem als Cheftrainer der US-amerikanischen Auswahl und belegte mit dem Team den siebten Platz. Im Jahre 2020 wurde er mit der Aufnahme in die United States Hockey Hall of Fame geehrt.

## Erfolge und Auszeichnungen
| - 1985 WCHA Second All-Star Team - 1985 NCAA West Second All-American Team - 1987 WCHA Outstanding Student-Athlete of the Year - 1987 WCHA Second All-Star Team | - 1987 NCAA West Second All-American Team - 1989 NHL All-Rookie Team - 1997 Teilnahme am NHL All-Star Game - 1997 Bill Masterton Memorial Trophy |

### International
- 1991 Silbermedaille beim Canada Cup
- 2020 Aufnahme in die United States Hockey Hall of Fame

## Karrierestatistik

### International
Vertrat die USA bei:
| - Junioren-Weltmeisterschaft 1983 - Junioren-Weltmeisterschaft 1984 - Weltmeisterschaft 1985 - Weltmeisterschaft 1986 | - Weltmeisterschaft 1987 - Olympischen Winterspielen 1988 - Canada Cup 1991 |

(Legende zur Spielerstatistik: Sp oder GP = absolvierte Spiele; T oder G = erzielte Tore; V oder A = erzielte Assists; Pkt oder Pts = erzielte Scorerpunkte; SM oder PIM = erhaltene Strafminuten; +/− = Plus/Minus-Bilanz; PP = erzielte Überzahltore; SH = erzielte Unterzahltore; GW = erzielte Siegtore; 1 Play-downs/Relegation; Kursiv: Statistik nicht vollständig)

### NHL-Trainerstatistik
(Legende zur Trainerstatistik: Sp oder GC = Spiele insgesamt; W oder S = erzielte Siege; L oder N = erzielte Niederlagen; T oder U = erzielte Unentschieden; OTL oder OTN = erzielte Niederlagen nach Overtime oder Shootout; Pts oder Pkt = erzielte Punkte; Pts% oder Pkt% = Punktquote; Win% = Siegquote; Resultat = erreichte Runde in den Play-offs)

## Familie
Sein jüngerer Bruder Don Granato war ebenfalls als Eishockeyspieler aktiv und wurde anschließend vor allem als Trainer bekannt. Seine jüngere Schwester Cammi Granato gilt als eine der besten Eishockeyspielerinnen überhaupt und wurde 2010 als erste Frau (gemeinsam mit Angela James) in die Hockey Hall of Fame aufgenommen. Sie ist mit Ray Ferraro verheiratet.